# フアン・デ・バルデス・レアル
フアン・デ・バルデス・レアル（Juan de Valdés Leal、1622年5月4日 – 1690年10月15日）はスペインの画家、版画家である。

## 略歴
セビリアで生まれた。父親はルシタニア人（ポルトガル人）のFernando de Nisaで母親はセビリアの女性、Antonia de Valdés Lealで、フアン・デ・バルデス・レアルは母親の姓を名乗った。セビリアでフアン・デル・カスティーリョ(Juan del Castillo: 1584-1640)やフランシスコ・エレーラ (父)(Francisco de Herrera el Viejo: 1576-1656)に美術を学んだとされる。
1647年に画家のアントニオ・パロミーノ(Antonio Palomino: 1655–1726)の娘で、画家でもあったとされるイザベラと結婚し、夫妻はコルドバに移った。アントニオ・デル・カスティーリョ・イ・サアベドラ(Antonio del Castillo y Saavedra:1616-1668) の弟子として働くが1652年にコルドバにペストが蔓延したためセビリアに戻った。1654年から再び、コルドバで働き、1856年にセビリアに戻った。
1660年にバルトロメ・エステバン・ムリーリョとフランシスコ・エレーラ (子)(Francisco de Herrera el Mozo:1622-1685) とともにセビリアに美術学校を設立し、1663年から4年間校長を務めたが、教師たちとうまくいかなかったとされる。
セビリアの建物(Hospital de la Caridad)の壁画、「栄光の終焉(Finis gloriae mundi)」や「束の間の命(In Ictu Oculi)」などを描いたことでも知られる。
息子のルーカス・デ・バルデス(Lucas de Valdés Carasquilla: 1661–1724)や娘のルイーザ・デ・モラレス(Luisa de Morales: 1654-1685)らも画家、版画家になった。

## 作品

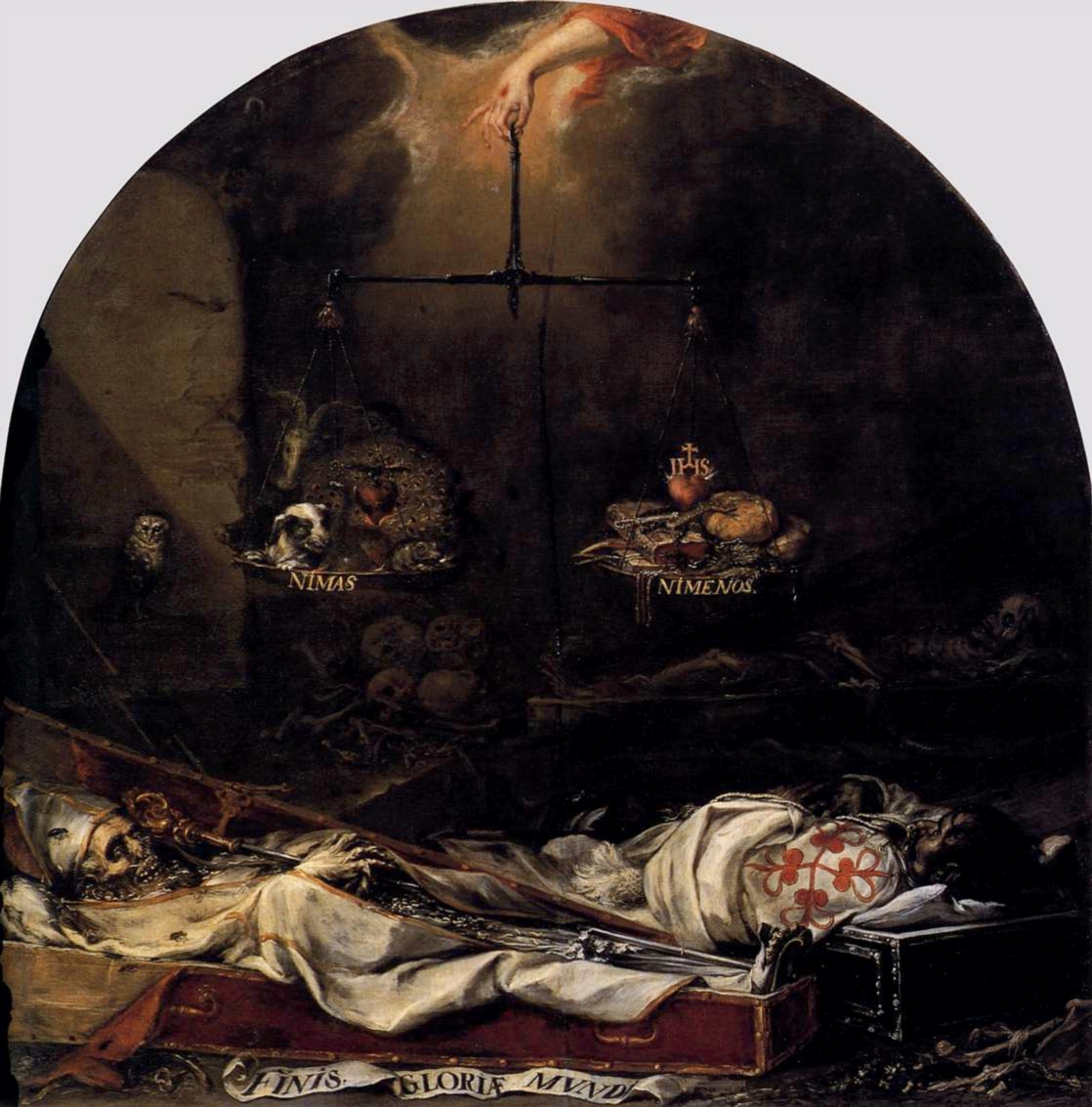
ヴァニタス『世の栄光の終わり (Finis gloriae mundi)』(1670/1672)
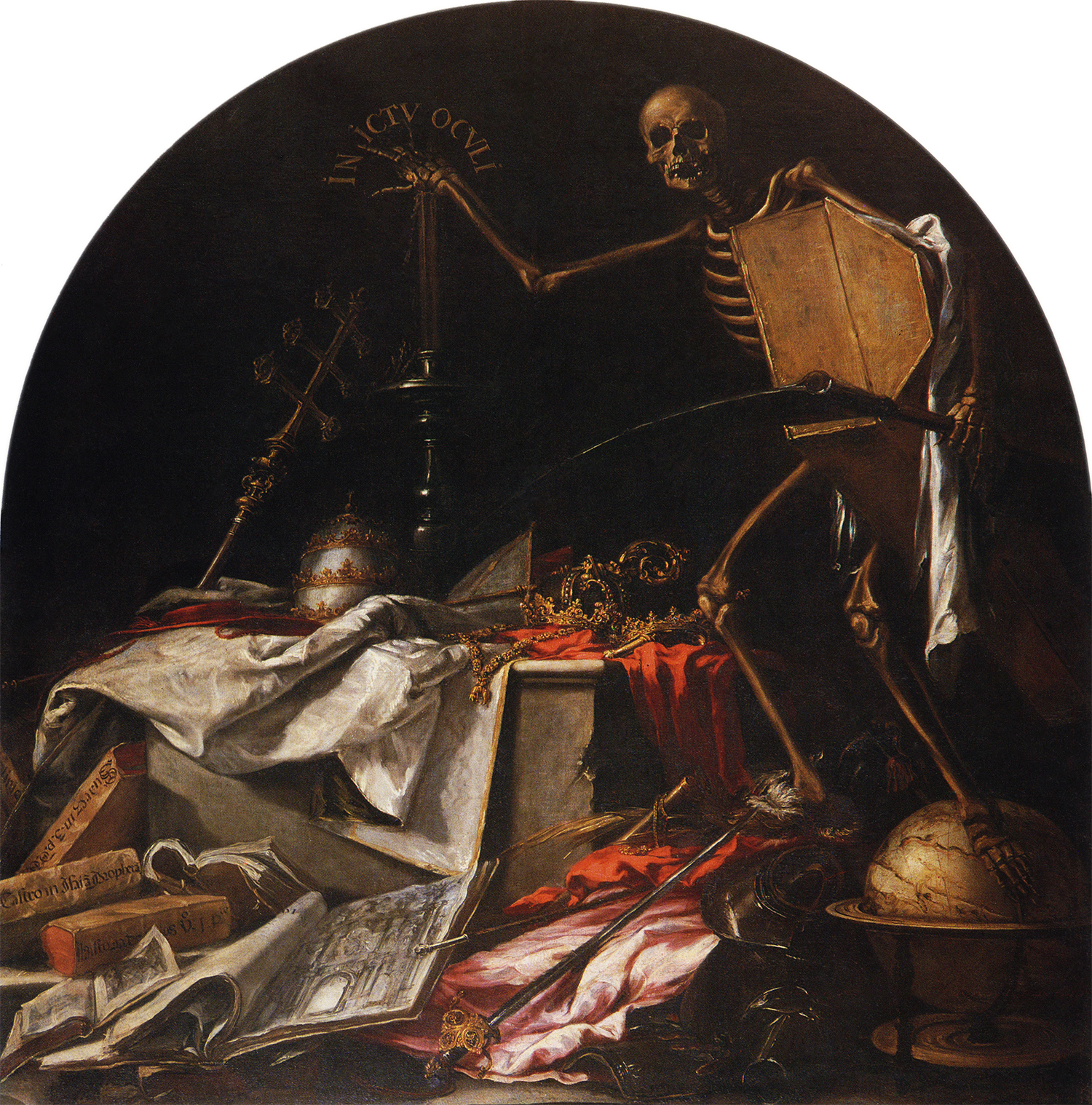
ヴァニタス『束の間の命』 (1670/1672)
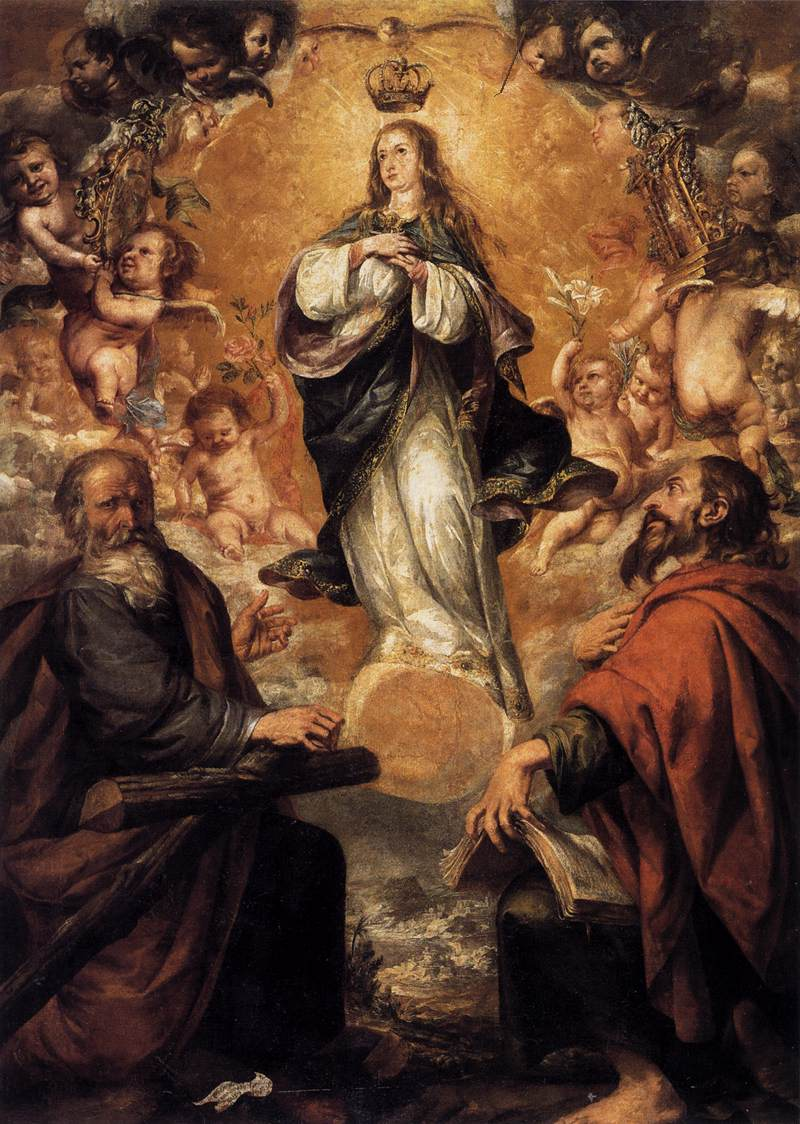
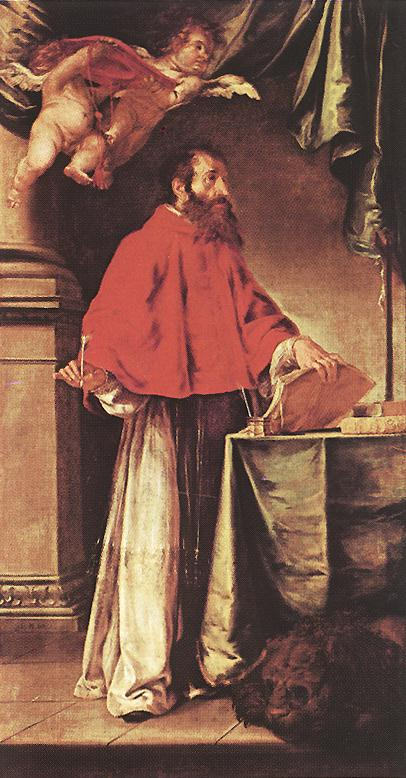

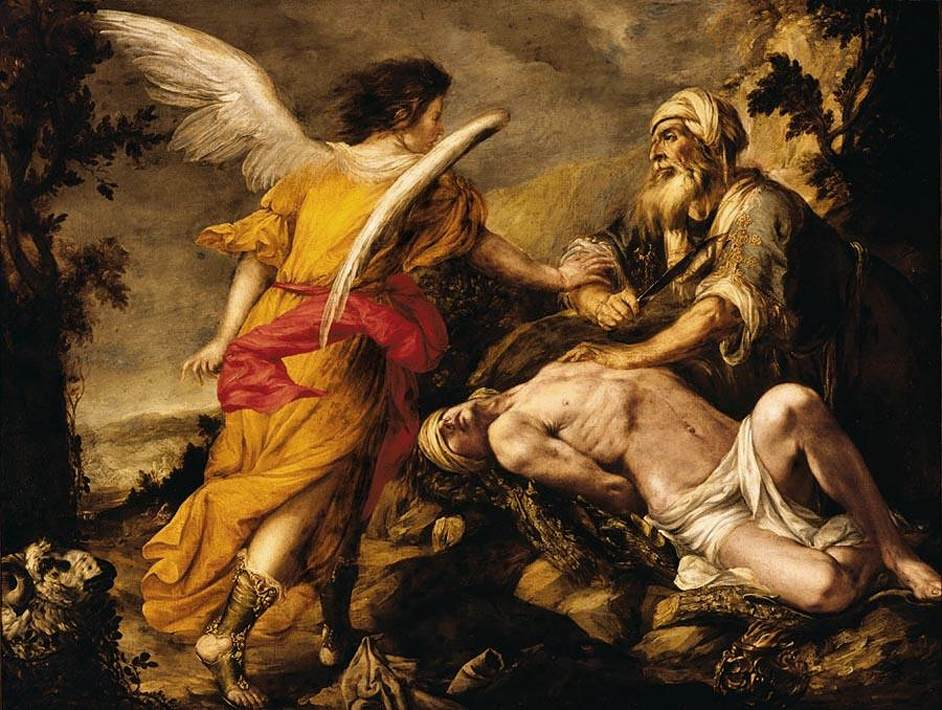
『イサクの燔祭』(1657/1659)
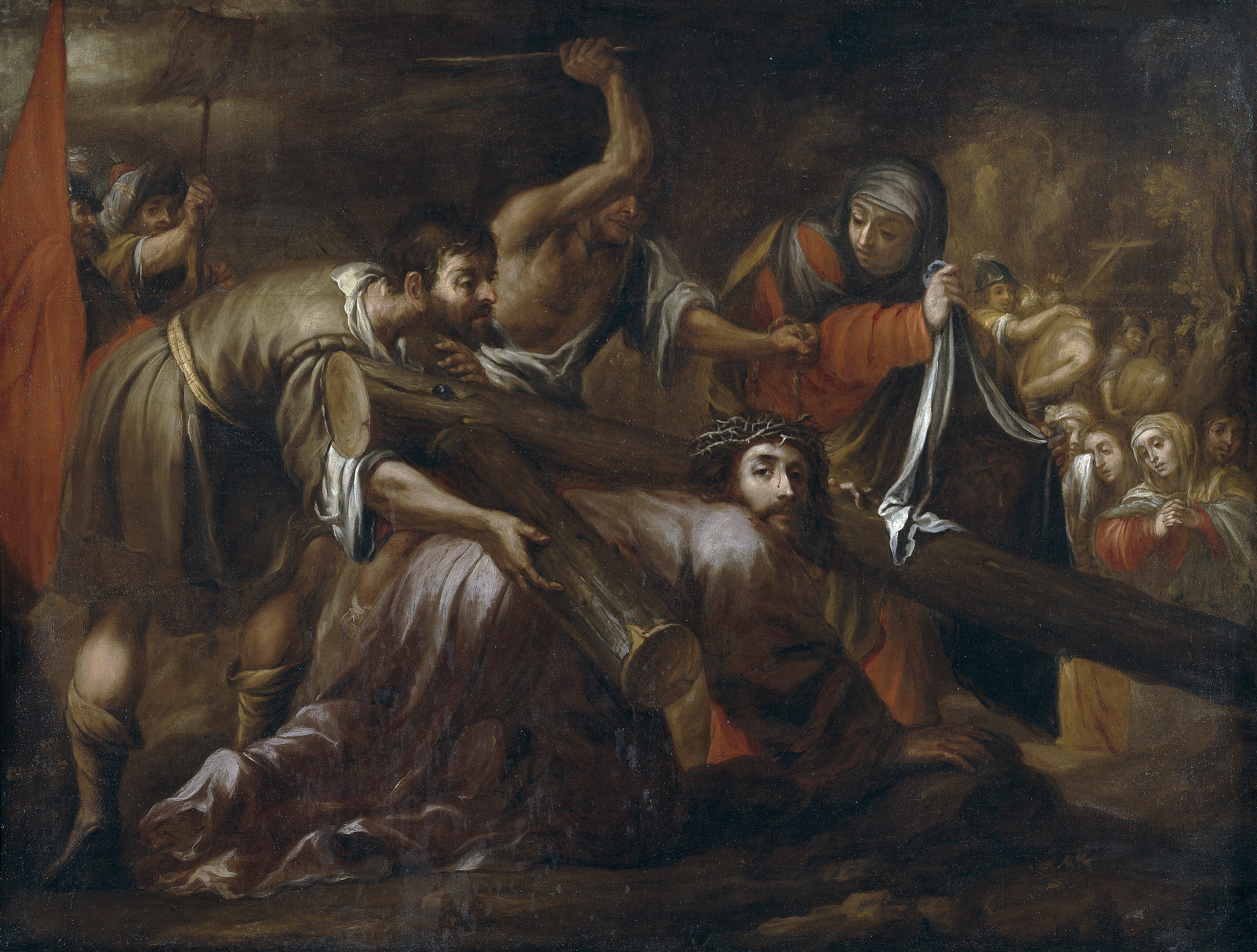
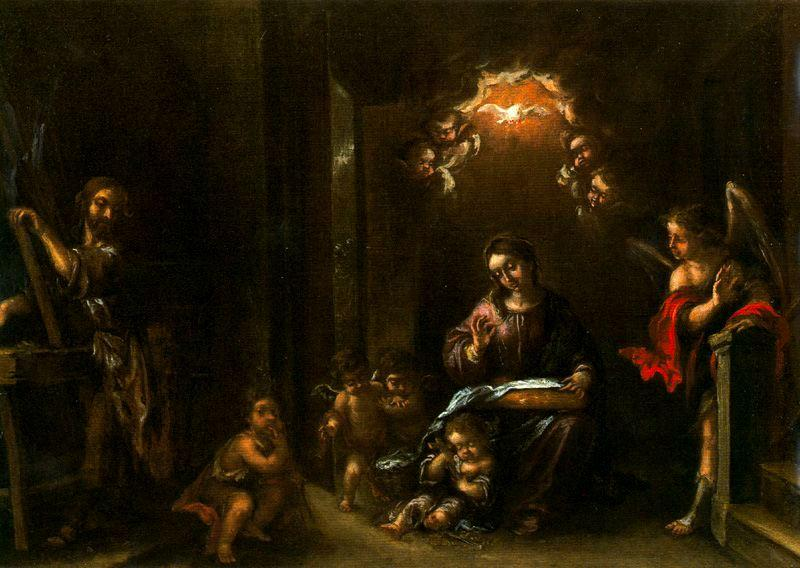